# Dor ješorim
Dor ješorim (hebrejsky: דור ישרים, „pokolení přímých,“ srovnej Kniha žalmů 112:2), známý též jako Komise pro prevenci genetických nemocí (anglicky: Committee for Prevention of Genetic Diseases), je organizace, která nabízí genetický screening členům židovské komunity po celém světě. Jejím cílem je minimalizovat a nakonec vymýtit výskyt genetických nemocí běžných v židovské populaci, jako je například Tay-Sachsova choroba.
Organizace byla založena v 80. letech rabi Josephem Eksteinem, kterému v letech 1965 až 1983 zemřely čtyři děti v důsledku Tay-Sachsovy choroby. Dor ješorim sídlí v Brooklynu v New Yorku, ale má pobočky i v Izraeli a mnohých jiných zemích.

## Systém testování
Testovací období oznamuje v komunitních novinách, ortodoxních židovských středních školách a na vlastních internetových stránkách. Testování je anonymní; jednotlivci jsou testování během velkých testovacích akcí v židovských školách a jejich vzorky jsou zpracovávány anonymně (dotyčné jedince s jejich vzorkem spojuje pouze číslo PIN).
V současné době (2009) je prováděno testování následujících nemocí:
- Tay-Sachsova choroba
- Rodinná dysautonomie
- Cystická fibróza
- Nemoc Canavanové
- Glykogenóza (typ 1) (von Gierkova choroba)
- Fanconiho anemie (typ C)
- Bloomův syndrom
- Niemanova–Pickova choroba
- Mukolipidóza (typ IV)
- Gaucherova choroba (pouze na žádost)

Když pak dva členové systému uvažují o sňatku, kontaktují organizaci a předají ji svá identifikační čísla PIN. V případě, že oba dva mají mutovaný gen pro stejnou chorobu, je riziko postižení potomka 25 %. V takovém případě se doporučuje od plánu na početí potomka ustoupit. V rámci šiduchim (tj. systém „dohazování“ partnerů v židovských ortodoxních kruzích) se proto doporučuje kontaktovat organizaci již během prvních třech schůzek. To může případně pomoci předejít pozdějšímu zklamání. Kontrola dvou partnerů v systému je bezplatná.

## Uznání a kritika
Systém získal chválu i kritiku, jak uvnitř tak i vně židovské komunity.
Moshe Dovid Tendler, profesor lékařské etiky na Yeshiva University, svoji kritiku směřoval proti metodě použité Dor ješorim. Vyvstává otázka, kde se zastavíte? Existuje téměř 90 genů, které byste nechtěli mít. Povede to k tomu, že si lidé budou navzájem ukazovat počítačové výpisy svých genetických nemocí? Takto se nikdy neoženíme a nevdáme. Tendler cítí, že tento systém potvrzuje "eugeniku", kterou on vnímá jako "myšlenku, že Židé jsou úložiště špatných genů." 
Fred Rosner, profesor medicíny na Albert Einstein College of Medicine, řekl: "Myslím, že Dor Yeshorim vykonává obrovskou službu ... screening je úžasná věc, a pokud se můžete vyhnout narození potenciálně smrtelně postiženého dítěte, je to dobrá věc. "
Geoffrey Alderman kritizoval Dor ješorim za zatajování výsledků pacientů, pro odmítání zveřejňovat záznamy o svých financích a za to, že netestovali nikoho, kdo již byl testován jinde. Alderman také říká, že Dor Yeshorim nedokáže sám provést některé základní testy.
Kritici, včetně Asociace pro prevenci Židovských genetických chorob, popsali Dor ješorim ve Velké Británii jako "svatební daň".
Dor ješorim byl také kritizován, že se údajně snaží přesvědčit židovskou komunitu, že musí, z "náboženských důvodů", používat jejich služby, jak uvedl v cirkulujícím dopisu Bezalel Rakow. Rakow byl signatářem dopisu, který uvádí, že "Každý jedinec má výsadu podstoupit test v souladu se svými touhami." 
Dále, Jewish Chronicle zveřejnil dopis jednoho přenašeče Tay Sachsovy nemoci, kterého se dotkla narážka jednoho z organizátorů Dor ješorim, že je stigma být nosičem Tay-Sachsovy nemoci.
V roce 2016 Dor ješorim získala pozornost médií , když Ortodoxní židovská komunita sdílela video dvou školaček, kde rapují s doprovodem beat-boxu o svých vyhlídkách do manželství. Organizace prohlásila, že je "velmi znepokojena tím vším" a že "... je pod naší důstojnost jako organizace podpořit takovou věc". Následně Dor ješorim také vydala oficiální prohlášení, kde se distancuje od tohoto videa.